# Wilhelm Marstrand
 Ikke at forveksle med Vilhelm Marstrand.
Wilhelm Nicolai Marstrand (født 24. december 1810 i København, død 25. marts 1873 sammesteds) var en dansk maler, bror til Osvald og Troels Marstrand. Marstrand er en af den danske guldalders mastodonter. Han blev uddannet på Kunstakademiet fra 1826 til 1833 under C.W. Eckersberg og regnes, ligesom en del andre Eckersberg-elever, for at tilhøre den danske guldalder. Marstrand blev medlem af Akademiet i 1843 og professor i 1848. Han var desuden direktør for Akademiet 1853-1857 og fra 1863 til sin død.
I sine unge år på Kunstakademiet malede Marstrand fortrinsvis københavnske hverdagsmotiver, og fra 1830 fik han mange bestillinger på portrætter af det københavnske borgerskab.
Marstrand var første gang i Italien i 1836 og blev storleverandør af idealiserede italienske folkelivsskildringer.

## Tidlig start
Wilhelm Marstrand var søn af opfinder, bagermester og kommerceråd Nicolai Jacob Marstrand, og han voksede op i en søskendeflok på fem drenge: Theodor Marstrand, Troels Marstrand, Osvald Marstrand, og Otto Marstrand. Som dreng blev Marstrand sat til at studere, men han havde ringe boglig interesse. Han forlod Metropolitanskolen i 1826 for at blive elev hos maleren Christoffer Wilhelm Eckersberg. Marstrand viste tidligt kunstneriske evner. Han tumlede som 15-årig elev med store kompositioner som genrebilleder med mange figurer og med venligt satiriske og karikerende blyantstegninger. Allerede på dette tidspunkt følte han trang til at improvisere med blyanten i hånden og i få, raske træk nedskrive, hvad han så og iagttog, eller hvad der havde bundet sig fast i hans hukommelse.
Da han kom under Eckersbergs vejledning og senere gennemgik akademiets skoler, måtte han naturligvis holde denne Lyst i ave, delvis endog undertrykke den, og man tager næppe fejl i, at hans læreår i mange henseender har været ham besværlige og trykkende. Han så den store, brogede verden om sig og længtes kun efter at trænge ind i den med en stor kunstnerisk evnes hele modtagelighed og brændende reproduktionslyst – i stedet måtte han tegne gipsornamenter og modelfigurer i sit ansigts sved. Der var trang til ørneflugt hos ham, men hans mentor holdt ham hårdnakket ved jorden og tvang ham til at blive på den gamle, akademiske skolesti. Naturligvis havde han fordel deraf, selv om han måtte lide den skuffelse, at hans forsøg på at vinde Akademiets guldmedalje – efter at han (1833) havde vundet begge sølvmedaljer – gentagne gange (1833 og 1835) mislykkedes. På dette tidspunkt af hans liv havde opgaver som "Flugten til Ægypten" eller "Odysseus og Nausikae" næppe synderlig tillokkelse for ham; han interesserede sig mere for københavnsk gadeliv end for bibelske motiver og græske heroer.
Det er værd at bemærke, at han netop begyndte på det område, man kunne kalde det satiriske genremaleri, troede sig kaldet til at sejre på det og i årenes løb, endog optagen af andre, store historiske eller monumentale, opgaver, atter og atter vendte tilbage til det. Sit lune satte han ingen sinde over styr, ihvorvel det efterhånden mistede sin skarpeste brod og fik en elskværdigere klangfarve; end ikke sorger og lidelser formåede at kue det. Tvært imod fandt han deri en foryngelsens kilde, som indgød ham ny livslyst og bar ham oppe, når alderdom og svaghed tog hårdt fat på hans sjæl. Hans tidligste arbejder på dette felt, der så godt som alle er specifik københavnske, vakte stor opsigt i hovedstaden, fordi de var noget nyt, en popularisering eller demokratisering af kunsten, som vel var indledt af Eckersberg, men nu førtes videre. En sådan djærv realisme havde man aldrig før set mage til. "En Kanefart ved Maaneskin" (udstillet 1829), "En Kilderejse" (1830), "En Flyttedagsscene" (1831), "Nedgang til en Kjælder" (1831), "Scene ved et Konsumtionshus" (1831), "Gadescene i Hundedagene" (1833), "Beskjænkede, der forlade Kjælderen" (1835) og endelig "En Avktionsscene" (1836) illustrerede det ret tarvelige, brave København i 1830-erne med dets originaler, spidsborgere, Holmens folk, madammer, gadedrenge og hunde. Det var datidens københavnere med et provinsielt tilsnit, som her så sig i spejl og blev foreviget til glæde for sig selv og efterverdenen. Det var vel den gang, at man ventede en Hogarth af den unge kunstner, thi man troede at skimte den puritanske moralprædikant bag hans munterhed og spot. Intet lå imidlertid ham fjernere end at sætte sit liv ind herpå; han betragtede selv disse arbejder som et slags impromptuer, i det væsentlige fremkomne for at skaffe mad på bordet. Hans kernesunde natur fandt behag i at iagttage almuen og så at sige forberede sig til større opgaver under påvirkning af folkelivets oprindelighed, men samtidig – endog på et meget tidligt tidspunkt – følte han sig hendragen til historiemaleriet ("Svend Estridsen og Biskop Vilhelm", 1832), skønt han længe tvivlede om sine evner i denne retning. Af hans egne ytringer får man nærmest det indtryk, at han var sig målets storhed bevidst, og at han ville stå fuldt rustet til sådan mandelig idræt, før han overhovedet turde indlade sig på den for alvor. Også begyndte han tidlig at kæmpe for en malerisk virkning i farvegivning og behandling. "Et musikalsk aftenselskab hos grosserer, vinhandler Waagepetersen" med portrætfigurer fra 1834 afslører hans bestræbelser i denne retning og betegner så at sige det tidspunkt, da han fra at have været karakterskildrer begyndte at føle sig som maler.

## Italien
Han ville nu ud i verden; han måtte lære, gøre erfaringer, se sig om, studere andre kunstneres arbejder, fordybe sig i fremmede landes natur, lære af fortidens og udlandets kunst. Efter som det ikke var lykkedes via Akademiet at vinde guldmedalje og rejsepenge, måtte Fonden ad usus publicos betale rejsen til Italien. Han tog af sted i august 1836. Han skrev hjem til sin mor fra München.:
"Mit Indre er endnu et Pulterkammer, hvori jeg ikke selv kan hitte Rede, langt mindre andre. Jeg vil blot sige, at det var godt, jeg kom ud, thi her er uhyre meget at lære, og jeg har meget at kaste bort og glemme for at give Plads for noget bedre." 

I München så Marstrand historiemalerier af den unge Wilhelm von Kaulbach, som han roste for at fremme "det saa tvetydigt ansete Genremaleri". I januar 1837 skrev Marstrand i Rom til Eckersberg:
"Jeg har alt set meget, næsten for meget, thi man overfyldes af Ideer, og det ene fortrænger det andet, uden at Sjælen får Tid til at bearbejde dem. Fantasien bliver derved uvirksom, og hvad min angår, har den nu først rømmet de af de gamle Beboere opfyldte Værelser, og de nye, der flytte ind, rumstere så frygteligt, inden de finde deres Plads, at jeg naturligvis er ganske uskikket til at få et ordentligt Syn på Tingene og komme til rigtig Besindelse om, hvad jeg egentlig først skal tage fat på. Her er jeg alt over en Måned og gør intet!" 

Hans "Sturm- und Drangperiode" aflæses let mellem linjerne.
"Italien skænkede ham den betydeligste gave til hans udfoldelse og blomstring". Julius Lange sagde i sin mindetale ved Kunstakademiets årshøjtid 1873: "først i Italien syntes skønheden ret at være gået op for ham"; en anden sagde ikke mindre træffende, at "Italien nobiliterede ham". Som andre kunstnere fik han først i Rom den stærke impuls, som førte ud over det døde punkt langt ind i skønhedens rige. I tvangløst og muntert samliv med dygtige kunstfæller og kammerater af forskellig nationalitet, under den stærke sol og den blå himmel, omgivet af oldtidens ruiner og mindesmærker som baggrund for et rigt sydlandsk folkeliv faldt det ham som skæl fra øjnene. Han gjorde overalt opdagelser, alle vegne modtog han varige indtryk, alt syntes ham skikket til malerisk behandling; poesiens og kunstens fe trådte ham smilende i møde, hvor han end færdedes: på gader og stræder, ude mellem ruinerne, i osterierne og vignerne, i kampagnen som i bjergbyerne. Der opstod et intimt forhold mellem kunstneren og Italien, ja, man kan sige, at han tog noget af sydens sol hjem med sig til Norden, på hemmelighedsfuld måde opsamlet i sin sjæl, og at han, hver gang den var på nippet til at give op, vendte tilbage til Rom, Neapel eller Venedig for at indsamle nyt forråd til at stå imod med. Når mismod eller mørke tanker knugede ham, malede eller tegnede han sig til ro ved sine italienske minder. Hvad han har set, oplevet, iagttaget og bevaret i erindringen fra de år, han levede syd for Alperne, grænser til det utrolige; hans mangfoldige pennetegninger er et levende vidnesbyrd derom.
Som tidligere søgte Marstrand til folkelivet, idet han hurtigt trængte en fristelse til det religiøse maleri tilbage for at koncentrere sig om folkelivet: "Fængselsscene i Rom", som blev udstillet i 1838, gjorde indtryk ved sin fornemme kunstneriske holdning og alvor, men kunstneren fandt dog først sig selv helt i de påfølgende arbejder: "St. Antoniusfesten i Rom" (udstillet i 1839), "Scene af det neapolitanske Folkeliv" (fra 1839), "Romerske Borgere forsamlede til Lystighed i et Osteri" (fra 1840) og endelig "Scene af Oktoberfesten i Rom" (udstillet i 1840 i Rom og året efter paå Charlottenborg, hvor det enstemmig tilkendtes udstillingsmedaljen). Det er med rette blevet bemærket om disse italienske genrebilleder, at de ikke blot virke ved deres ungdommelige, sorgløse livsglæde og sunde, smittende humør, men tillige ved deres overvældende rigdom. Der er i ethvert af dem stof til mange genrebilleder, thi ideerne er udstrøede i dem så rundhåndet og ødselt, som kun en stor kunstner i åndens rige ustraffet kan tillade sig.

## National kunst
Men Marstrand glemte ikke sit fædreland. Han skrev i 1873 til sin søn i udlandet:
"Nu glæder jeg mig til, at du helst vil vende hjem igen og her anvende den indsamlede Erfaring, tjene dit Fædreland og leve i Samvirken med, hvad der er dygtigt og godt her."

Det kunne anvendes på ham selv. Han betragtede sine ophold i Italien som læreår, indvielsens befrugtende tid; han ville nu "fremmane den danske Naturs Skønhed for Folket gennem Kunsten" på grundlag af, hvad han havde lært i udlandet. Men i modsætning til den høyenske skoles opfattelse, at kunstnerne kun skulle beskæftige sig med nationale emner og til en vis grad stænge sig ude fra fremmed påvirkning, hævdede han med eftertryk, at man netop skulle omplante det fremmede på dansk grund og lade det udvikle sig i det nordiske klima og under nordiske forhold. Selv spurgte han:
"Hvorfor skulle vi lade os nøje med Hvidroer, når vi kunne have Ferskener?"

Selv søgte han til steder, hvor stærke kunstneriske strømninger gik; fra 1845 til 1848 var han atter i Italien, i 1850 studerede han svensk folkeliv, i 1853-54 var han i Venedig, i 1861 i Paris og i 1869 i Italien en sidste gang. Der var noget kosmopolitisk i hans karakter; han nærede dyb beundring for de store italienere, især Tizian og Paolo Veronese; han studerede nederlænderne van der Helst, Rembrandt og Antoon van Dyck og kunne under sine besøg i udlandet skæmte elskværdig og vittig over hjemmet. I 1847 skrev han for eksempel til en kunstfælle fra Rom:
"Hils alle -- ligeså det ganske pæne Land Danmark med de bekendte Bøgelunde -- bare Kartoflerne må blive gode i Aar!"

## Holberg
Hjemme igen i København i 1841 efter sin første italiensrejse følte Marstrand sig inspireret af Holberg: han brugte Holberg til at frigøre sig fra Italien med. "Ingen kunne bedre end den velmeriterede borger og indvåner udi Kalundborg Hans Mikkelsen overbevise ham om, at han meget vel kunne finde sig til rette i hvidroernes og kartoflernes land efter at have levet mellem myrter og oranger". Det virker som et udslag af uforfalsket holbergsk lune, at Marstrand besvarede opgaven fra Akademiet: Scene af det danske Folkeliv ved at indsende Erasmus Montanus, det ofte gengivne billede, hvoraf en gentagelse findes i Den Kongelige Malerisamling. Det taler til Akademiets ære, at det uden indvendinger accepterede den sælsomme besvarelse og enstemmigt optog kunstneren som medlem 19. juni 1843. Marstrand fordybede sig i Holberg (scene af Barselstuen i Den Kongelige Malerisamling) og skabte inspireret af ham en hel række arbejder, der er så livfulde og selvstændige, at de snarere er historiske skildringer fra den holbergske tidsalder end illustrationer til hans komedier. Nært beslægtede er illustrationerne til "Hans Mikkelsens" (Holbergs) Peder Paars, Don Quixote-billederne, fremstillingerne af Holberg i forskellige situationer, Wessel hos Guldberg (1865 med forbillede i Cornelius Høyers miniature), Ewald og Arense (1865), fru Gyllembourg i sit hjem og andre litterært påvirkede motiver, som ligger uden for hans øvrige, meget omfattende produktion.
Marstrands gennembrud kom under hans andet ophold i Rom 1845-48. Her gav han sig for første gang i kast med at male legemsstore figurer. Og det kostede ham megen anstrengelse: "man må gøre Rede for det mindste, og jeg beflitter mig på at være så redelig mod mig selv og andre i den Henseende, som muligt". Billedet, den vidt berømte italienske osteriscene (Piger, der byde den indtrædende velkommen), var "temmelig avanceret" i 1846, og blev alligevel udstillet tre år efter.

## En ny stil
Samtidig tog han fat på en række kompositioner til udsmykningen af Universitetets Solennitetssal og malede forskellige mindre arbejder som En Dans i det frie på Ischia (1849). Det var lykkelige år for ham: han følte selv, at der var foregået et omslag i hans kunst af gennemgribende betydning. Han havde forladt "sin sædvanlige Størrelse" og mente ikke længere, at "det alvorlige laa ham fjærnt". Nu gik det også op for hans landsmænd, "at de i ham havde en udmærket mester, et geni, som stillede alle forgængerne i skyggen. Han var bleven mere mådeholden, rolig og bevidst end før; den noget pyntelige og glatte pensel veg for en bred og stort anlagt, hans farve var varmere og kraftigere, den maleriske behandling friere og djærvere, hans lune elskværdigere og mildere, hans ånd mere omfattende og almen".
Man forstod, at han var bleven mere mådeholden, rolig og bevidst end før; man så den tidligere noget pyntelige og glatte pensel vige for en bred og stort anlagt, hans farve var bleven varmere og kraftigere, den maleriske behandling ligesom friere og djærvere, hans lune elskværdigere og mildere, hans ånd mere omfattende og almen. Disse egenskaber udvikledes og styrkedes ved de påfølgende rejser til Sverige (i 1850) så vel som til Venedig, Nederlandene og Paris, selv om hans kolorit af og til kunne blive tung og sort i skyggerne, nærmest på grund af en øjensygdom, og hans hele malemåde for flygtig, således at han nøjedes med antydninger, hvor andre netop søgte at gå tingene på klingen.

## Portrætter
Marstrand fortsatte med at male svenske og italienske motiver. I slutningen af 1850'erne tog han fat på portrætmaleriet i større stil og med større held end tidligere. En lang række af tidens kendte mænd og kvinder blev levende og sandfærdigt skildret af Marstrand, fx professor Blache, Ingemann (1860), Orla Lehmann (1861), Grundtvig (1863), Johanne Luise Heiberg (1859), Constantin Hansen (1852 og 62), N.L. Høyen (1869), H. Puggaard (1873), og om alle disse arbejder gælder det mere eller mindre, at de ved deres livfulde opfattelse af personligheden virke med overbevisende kraft og sandhed. Gennemførelsen af og troskaben over for de enkelte former kunne ikke sjælden lade adskilligt tilbage at ønske, men som skildringer af ånd og væsen, personlighed og karakter hører hans portrætter til de bedste. For kunstneren personlig blev portrætmaleriet af største betydning, thi herigennem så vel som ved det samtidige billede af hverdagslivet ("Besøget", 1857), et af Marstrands skønneste og inderligste genrebilleder, førtes han til den monumentale kunst, historiemaleriet, i hvilket mente, at hans geni skulle sætte sig det varigste minde.

## Monumental kunst
Den kolossale altertavle til Faaborg Kirke, Christus i Emmaus (malet i 1858), og andre store værker lagde beslag på ham til hans død. Først i 1859 overtog han arbejdet med udsmykningen af Christian 4.’s kapel i Roskilde Domkirke efter Eddelien, der døde i 1852. Motiverne til de to store vægbilleder: Christian IV’s Dom over Christoffer Rosenkrantz og Christian IV på "Trefoldigheden" i søslaget på Kolberger Heide lå fast. Nyt var Christi Opstandelse, som han malede til det vanskelige lys på pillen mellem vinduerne i stedet for Thorvaldsens statue af kongen, som ansås for lille og uanselig. Efter tre års arbejde stod kapellet færdigt i 1866. De store vægbilleder med kraftige oliefarver i modsætning til loftets allegoriske freskomalerier gør de store vægbilleder med deres kraftige farver og overlegne maleriske behandling, den præcise karakteristik af de historiske personer og den gribende dramatik gør et overordentlig livfuldt og fyldigt indtryk; ikke blot imponeres man over kunstnerens talent til at komponere og fortælle, men måske i endnu højere grad over hans evne til at give en svunden tidsalder et uforfalsket virkelighedspræg. Vistnok endnu tydeligere lægge disse egenskaber sig for dagen i det store vægbillede i Universitetets festsal, som Marstrand afleverede i 1871. Det forestiller "Universitetets Indvielse i Frue Kirke 1. Juni 1479" og indtager ved sin stilfulde alvor og dog rent menneskelige skildring af begivenheden, sit sjælfulde indhold parret med streng malerisk holdning en meget høj rang i Marstrands kunst, og i hele det danske historiemaleri. "Det er mesterens hovedværk, som vil bære hans navn gennem tiderne, den fuldmodne frugt af hans geniale stræben", erklærede en samtidig kritiker. Hans malerier omtales anderledes – drillende – i det satiriske tidsskrift Corsaren i 1845 og 1846.
Marstrand satte aldrig sit lune over styr, end ikke da alderdom og svaghed tog hårdt på hans sjæl. Hans søn læste i Marstrands høje alder højt af Don Quixote, og det fik igen latteren frem hos maleren.

## Eftermæle
I 1850 giftede Marstrand sig med Margrethe Christine Weidemann og fik med hende fem børn. Marstrand led af sukkersyge og var tungsindig og mørk efter sin hustrus pludselige død 26. januar 1867. Han udstillede i 1869 Den store Nadver, som allerede havde foresvævet ham i Venedig, hvor han så malerier af Paolo Veronese. Han fortsatte med at male og tegne efter et apoplektisk tilfælde i oktober 1871, efter at han havde fuldført det store universitetsbillede. I april 1872 pådrog han sig en brystlidelse, som 25. marts 1873 gjorde ende på hans liv. Han er begravet på Assistens Kirkegård.

### Vurderingen af hans geni
Begejstringen for Marstrands farvestrålende malerier svandt senere, da betydelige samlere som Hans Tobiesen døde. I de seneste år er interessen dog steget for hans store litterære og fortællende billeder. Marstrand omtales i dag som en af de første, der som Frankrigs Jean-Baptiste Greuze overførte det akademiske historiemaleri til dagligdagen. Interessen for Marstrands liggende kvindelige modeller er usvækket.
Vurderingen af Marstrands geni er ændret. Der skal en nyvurdering til, før det igen kan siges som i Dansk biografisk leksikon 1887 – 1905: "Hans geni har tvært imod holdt stand og vundet i glans i tidernes løb; ingen har forsøgt at gøre det den udmærkede plads stridig, som det indtager i vor kunsthistorie". Kunstnere som C.A. Jensen, Christen Købke (som i 1836 malede Marstrand, siddende med en rose i munden), J.Th. Lundbye, P.C. Skovgaard og Lorenz Frølich kom ikke på tale omkring 1890.
Karl Madsen placerede i sin monografi fra 1905 Marstrand side om side med Bertel Thorvaldsen. I de følgende ca. 75 år faldt hans status drastisk bl.a. pga. hans problemer med farverne. Dog har Marstrands status i de forgangne år igen været for opadgående, især for at have trukket kunsten ud af guldalderens harmoniske univers. En lignende vurdering findes i Weilbachs Kunstnerleksikon forskellige udgaver, Weilbach 1. udgave fra 1877-78 kalder ham en stor mester, Weilbach 2. udgave fra 1895 er meget kritisk over for hans kunst, mens Weilbach 3. udgave fra 1947 er nøgternt beskrivende og taler om en decideret "omvurdering". Fælles for de to sidste er, at de finder, at Marstrand var for produktiv, og det gik ud over kvaliteten.
Gennem tiden er der skrevet meget om vurderingen af Marstrand fra den første biografi i 1857 af Johan Louis Ussing i Danmarks Illustrerede Almanak til Kasper Monrads Hverdagsbilleder fra 1989. Vurderingen af Marstrand ændrede sig i 1930'erne, årsagen hertil var sikkert, at der skete et generationsskifte blandt ledere i Kunstmuseet, Glyptoteket, Kunstakademiets bibliotek og på Universitetet, de nye ledere undlod at beskæftige sig med med guldalderen.

### Gader, frimærker og tyveri
I København anlægges i 1883 Marstrandsgade, siden Wilhelm Marstrands Gade, som en del af Kartoffelrækkerne, hvis gader har fået navne efter en række kunstnere. I 1984 blev et af hans malerier trykt i frimærkeserien med danske malerier.
To malerier af Marstrand med Holbergmotiver blev stjålet fra Det Kongelige Teater i foråret 2010:
Barselsstuen er vurderet til kr. 250.000 og Per Degn synger for en Snaps til kr. 125.000. Billederne er fundet og restaureret efter tyvens hårdhændede behandling.

## Gengivelser af Marstrand
- Selvportrætter 1834 og 1835 (Frederiksborgmuseet).
- Christen Købke: Eckersberg og Marstrand, tegning (Kobberstiksamlingen).
- Maleri af Christen Købke 1836 (Statens Museum for Kunst).
- Portrætteret på Constantin Hansens Danske Kunstnere i Rom 1837 (Statens Museum for Kunst).
- Selvportræt 1841.
- Maleri af Constantin Hansen 1850 (Frederiksborgmuseet).
- Selvportræt 1853.
- Portrætteret på Constantin Hansens Den grundlovgivende Rigsforsamling 1861-64 (Frederiksborgmuseet).
- Maleri af Carl Bloch 1867 (Den Hirschsprungske Samling).
- Selvportræt som ældre (Frederiksborgmuseet).
- Selvportræt som ældre (tidligere Frederiksborgmuseet).
- Maleri af August Jerndorff 1872 (Charlottenborg).
- Malerier af Jørgen Roed 1868 (ARoS Aarhus Kunstmuseum) og 1873 (Frederiksborgmuseet).
- Tegnet selvportræt (Kobberstiksamlingen).
- Buste af H.W. Bissen (Statens Museum for Kunst).
- Bronzestatuette, fuld længde, siddende, af Walter Runeberg (privateje).
- Portrætstatue, fuld længde, stående, af Walter Runeberg (ved hovedindgangen, Statens Museum for Kunst).

## Værker
- Et Uheld paa Kilderejsen (skitse, 1830, Statens Museum for Kunst)
- En Flyttedagsscene (1831, Nivaagaards Malerisamling og Den Hirschsprungske Samling)
- En Gadescene i Hundedagene (1832, Statens Museum for Kunst)
- Et musikalsk Aftenselskab hos Grosserer, Vinhandler Waagepetersen (1834, Frederiksborgmuseet)
- En Auktionsscene (1835, skitse i Nivaagaards Malerisamling)
- Nausikaa bringer den skibbrudne Odysseus Klæder (1835, Statens Museum for Kunst)
- Det Waagepetersenske Familiebillede (1836, Statens Museum for Kunst)
- Et Aftenselskab (1836, Frederiksborgmuseet)
- Skt. Antoniusfesten i Rom (1838, to skitser i Nivaagaards Malerisamling)
- Romerske Borgere forsamlede til Lystighed i et Osteri (1839, Nivaagaards Malerisamling, mange skitser hertil, bl.a. i Den Hirschsprungske Samling)
- Lystighed uden for Roms Mure paa en Oktoberaften (1839, Thorvaldsens Museum)
- Abate omgivet af italienske Piger (1839, Den Hirschsprungske Samling)
- Jeppe ved Bordet (1840'erne, Den Hirschsprungske Samling)
- Søstersengen (1840?, Statens Museum for Kunst, skitse i Den Hirschsprungske Samling)
- Skydeskive for Søren Borch i Det Kongelige Kjøbenhavnske Skydeselskab og Danske Broderskab (1842, Den Hirschsprungske Samling)
- Scene af Bondelivet, motiveret efter Holbergs Erasmus Montanus (1843, Kunstakademiet, gentagelse på Statens Museum for Kunst)
- En friers Moder taler sin Søns Sag (1845, Statens Museum for Kunst)
- Fra Ludvig Holberg: Barselsstuen (1845, Statens Museum for Kunst)
- Don Quixote og Sancho Panza rider fra Værtshuset (ca. 1845-48, Den Hirschsprungske Samling)
- Politikere uden for et Osteri paa et italiensk Torv (1847, Den Hirschsprungske Samling)
- Piger i Karnevalsdragt skæmte med en Abbate (1847?, Den Hirschsprungske Samling)
- Italiensk Osteriscene. Pige der byder den indtrædende Velkommen (1847, Ny Carlsberg Glyptotek)
- En Romerinde i Karnevalsdragt (1847, Statens Museum for Kunst)
- En Charlatan sælger Blanksværte paa Piazza Barberini i Rom (1847?, Ny Carlsberg Glyptotek)
- Dans i Skumringen på Ischia (landskabet malet af Louis Gurlitt, 1847)
- Don Quixote angriber Faareflokken (1847, Fyns Kunstmuseum)
- Moccoli Aftenen paa Corsoen i Rom (skitse, 1848, Ordrupgaard)
- Collegium Politicum. Fra Ludvig Holberg: Den politiske Kandestøber (1852?, Statens Museum for Kunst, senere version i Den Hirschsprungske Samling)
- Til Leksands Sognekirke i Dalarne kommer Folket i deres store Kirkebaade over Siljansøen om Søndagen til Gudstjeneste (1853, Statens Museum for Kunst)
- Færgescene paa Canale Grande i Venedig (1853, Ordrupgaard)
- To knælende Venetianerinder (1853, Ordrupgaard)
- Landstigning i Venedig. En Tiggergondol har paa Canale Grande fulgt en Herskabsgondol (1854, Statens Museum for Kunst)
- Rejsende i Venedig (1854, Den Hirschsprungske Samling)
- Gondol med Tiggermunke (1854, Den Hirschsprungske Samling)
- Parti fra Canale Grande (1854, ARoS Aarhus Kunstmuseum)
- Annette Hage viser sin Brodersøn Hother Hage en Bog med Planteafbildninger (1856, Nivaagaards Malerisamling)
- Frierens Besøg. Scene fra Hverdagslivet (1857, Statens Museum for Kunst, andre versioner smst. og på Ny Carlsberg Glyptotek)
- Musikanter paa Markuspladsen (1857, ARoS Aarhus Kunstmuseum)
- Kristus og Disciplene i Emaus (1858, Faaborg Kirke)
- Fra Ludvig Holberg: Det lykkelige Skibbrud, V. Akt (1857-59, Ny Carlsberg Glyptotek, skitse på Nivaagaards Malerisamling)
- En Trolovelse ved en Sygeseng (1860'erne, Statens Museum for Kunst)
- Christian IV paa Trefoldigheden (udkast i vandfarve, ca. 1861, privateje, Bruun-Rasmussen Kunstauktioner, Dansk Guldalder 1801-1864 – verdenskunst i en krisetid 9. december 2024, nr. 9521)
- Kunstnerens Hustru og Børn i Atelieret paa Charlottenborg (1862-66, Statens Museum for Kunst)
- Christian IV paa Trefoldigheden (skitse, 1863, Ny Carlsberg Glyptotek)
- Arendses sidste Besøg hos Johannes Ewald ved dennes Sygeleje (1864, Frederiksborgmuseet)
- Christian IV paa Trefoldigheden (1864-66, Roskilde Domkirke)
- Christian IV dømmer Rosenkrantz (1864-66, Roskilde Domkirke)
- Den opstandne Kristus (1864-66, Roskilde Domkirke)
- Jacob von Thyboe og Jean de France (1865, Statens Museum for Kunst)
- Per Degn synger for en Snaps (1865, Statens Museum for Kunst, skitse på Ny Carlsberg Glyptotek)
- Holberg til Kaffeselskab (1866?, Den Hirschsprungske Samling)
- Adam og Eva (1867?, Den Hirschsprungske Samling)
- Paris' Dom (1867?, Malmø Kunstmuseum)
- Den nyskabte Eva (1867?, Gisselfeld)
- Eva rækker Adam Æblet (1867?, Statens Museum for Kunst)
- Den fortabte Søns Hjemkomst, jødisk Version (1868, Statens Museum for Kunst)
- Parablen. Den store Nadver (1869, Statens Museum for Kunst, skitse på Den Hirschsprungske Samling)
- Lignelsen om de betroede Pund (1869, Statens Museum for Kunst, ændret version på Ny Carlsberg Glyptotek)
- Kvinder knuser Majs (1869, Statens Museum for Kunst)
- Universitetets Indvielse i Vor Frue Kirke den 1. Juni 1479 (1869-71, Københavns Universitets festsal)
- Ligvognstoget. Snefald, Vinterdag ved Holmens Kirke (1870, ARoS Aarhus Kunstmuseum)
- Den vantro Thomas, (ca. 1870, Randers Kunstmuseum) ikke færdiggjort
- En Abbate skæmtende med to unge Piger (1873, Thorvaldsens Museum)

### Portrætter
Selvportrætter, se ovenfor om gengivelser af Marstrand
| - Louise Collin (1833, H.C. Andersens Hus) - Christiane Braa (1833, Randers Kunstmuseum) - Ernst Ferdinand Schmidt-Phiseldeck (1833, Randers Kunstmuseum) - Gottlieb Bindesbøll (1834, Statens Museum for Kunst) - C.J.H. Kayser (ca. 1835, Københavns Universitet) - C.W. Eckersberg (1836, Nationalmuseum, Stockholm) - Osvald Marstrand (1836, Frederiksborgmuseet) - Henrik Rung med guitar (1838) - Carl Christian Hall (ca. 1838, hustruen desuden malet ca. 1855) - Christen Købke (1839, Statens Museum for Kunst) - J.F. Schouw (1840, Folketinget, skitse på Frederiksborgmuseet) - Christian Stampe (1841, Nysø) - Henrik Stampe (1841, Nysø) - Skydeskive for købmand Søren Borch (1841, Den Hirschsprungske Samling) - Anker Vilhelm Frederik Bornemann (1842) - Marstrands forlovede Thekla Foss (1842) - Michael Gottlieb Bindesbøll (1844, Statens Museum for Kunst) - Vilhelmine Hage (1845) - Troels Marstrand (1845 og senere) - Frederikke Raffenberg, f. Hagerup (1846, Statens Museum for Kunst) | - J.Th. Lundbye (1846, Statens Museum for Kunst) - Frederik Treschow (1846, Brahesborg) - Ernst Meyer (1848, Frederiksborgmuseet) - Jørgen Swane (1848, familieeje) - Købmand C.F. Hage og hustru, Christiane Annette, f. Just (1849, Nivaagaards Malerisamling) - Frederikke Vilhelmine Hage med børn (1850) - H.C. Ørsted (1851, Frederiksborgmuseet) - Vilhelmine Hage, stående (1853, Nivaagaard) - En Negerpige med to Børn. Otto Marstrands Børn og deres Barnepige (1857) - Johanne Louise Heiberg (1858-59, Frederiksborgmuseet) - B.S. Ingemann (1859, Sorø Akademi) - Jørgen Roed (1860'erne, Frederiksborgmuseet) - Constantin Hansen (1862, Statens Museum for Kunst) - N.F.S. Grundtvig (1862, Københavns Rådhus) - Marstrands døtre Ottilia og Christy i haven (1865) - N.L. Høyen (1868, Statens Museum for Kunst) - Ottilie, Julie og Christy Marstrand. Kunstnerens 3 døtre (1871?) - Christian VIII og C.C. Zahrtmann på Langelinie - Moritz Salomon og Christian Waagepetersen - Adolph Kittendorff (førhen Johan Hansens samling) |

### Andet
- Tegninger, grafik og skitsebøger især i Kobberstiksamlingen og Den Hirschsprungske Samling
- En lang række illustrationer i træsnit, kemitypi og litografi

## Primær kilde
- Carl Bruun: "Wihelm Marstrand" i DBL

## Supplerende kilder
- Madsen, Karl, Wilhelm Marstrand. København: Kunstforeningen, 1905.
- C.E. Jensen, Karikatur-Album, 1907
- Andersen, Vilhelm, Holberg Billedbog, København: Aschehoug 1922.
- Kruuse, Jens, Danske Streger, København 1946.
- Don Quijote, København: Martins Forlag, 1963. Med illustrationer.
- Valentiner, Gitte. Wilhelm Marstrand: Scenebilleder. København: Gyldendal, 1992. ISBN 87-00-04517-9.
- Valentiner, Gitte, Nivaagaard viser Marstrand, 1992, ISBN 87-981476-8-4
- Nørregård-Nielsen, Hans Edvard, The Golden Age of Danish Art. Drawings from the Royal Museum of Fine Arts, Copenhagen. Alexandria, VA: Art Services International, 1995. ISBN 0-88397-115-1.
- Marstrand, Otto, Maleren Wilhelm Marstrand. København: Thaning & Appel, 2003. ISBN 87-413-6420-1.
- Wilhelm Marstrand på Kunstindeks Danmark/Weilbachs Kunstnerleksikon
- Wilhelm Marstrand på gravsted.dk

- Wikimedia Commons har flere filer relateret til Wilhelm Marstrand